# Чэнь Чжэнь (гандболистка)
Чэнь Чжэнь (кит. трад. 陳珍, упр. 陈珍, пиньинь Chén Zhēn; род. 11 января 1963) — китайская гандболистка, полевой игрок. Бронзовый призёр летних Олимпийских игр 1984 года, участница летних Олимпийских игр 1988 года.

## Биография
Чэнь Чжэнь родилась 11 января 1963 года.
В 1984 году вошла в состав женской сборной Китая по гандболу на летних Олимпийских играх в Лос-Анджелесе и завоевала бронзовую медаль. Играла в поле, провела 5 матчей, забросила 19 мячей (по 5 в ворота сборных ФРГ и Южной Кореи, по 3 — США, Австрии и Югославии).
В 1988 году вошла в состав женской сборной Китая по гандболу на летних Олимпийских играх в Сеуле, занявшей 6-е место. Играла в поле, провела 5 матчей, забросила 21 мяч (7 в ворота сборной Чехословакии, по 4 — Норвегии, Кот-дʼИвуару и США, 2 — СССР).